# August Czartoryski (blaženik)
August Czartoryski (Pariz, 2. kolovoza 1858. – Alassi, 8. travnja 1893.) bio je poljski plemić, salezijanac i blaženik.

## Životopis
Rodio se u Parizu 2. kolovoza 1858. godine. Otac mu je bio poljski kraljević Ladislav, a majka princeza Marija Amparo. Njegova obitelj je nastojala iz progonstva obnoviti kraljevsku dinastiju i ponovno ujediniti Poljsku. Sa šest godina ostaje bez majke. Do sedamnaeste godine studirao je u Parizu i Krakovu. Zbog lošeg zdravlja napušta studij i odlazi u južne krajeve Europe.
Prilikom jednog susreta, ministrirao je za vrijeme mise Ivanu Boscu. Augusta je osobno papa Lav XIII. preporučio don Boscu te je on u srpnju 1887. godine, odrekavši se materijalnih dobara i kraljevskog prijestolja, ušao u novicijat. Nakon novicijata nastavio je studij filozofije. Za svećenika je zaređen 2. travnja 1892. godine u Sanremu. Obitelj, koja ga je više puta nagovarala da napusti Družbu, nije mu došla na ređenje. Umro je u Alassiju, 8. travnja 1893. godine. Posmrtni ostatci preneseni su u Przemyśl u Poljskoj.
Blaženim ga je proglasio papa Ivan Pavao II. 25. travnja 2004. godine, a spomendan mu je 8. travnja.

### Mrežna sjedišta
- August Czartoryski. Udruženje salezijanaca suradnika. Pristupljeno 10. studenoga 2024.